# Si vive una volta sola
Si vive una volta sola è un film del 2021 co-sceneggiato, diretto e interpretato da Carlo Verdone.

## Trama
Il professor Umberto Gastaldi, il suo aiuto dottor Pezzella, l'anestesista Lasalandra e la strumentista Lucia Santilli sono quattro professionisti di alto livello, scelti persino dal Vaticano per una delicata operazione al Papa.
I quattro sono tanto bravi nella loro professione quanto disastrati nelle loro vite private: Gastaldi litiga con una figlia-soubrette di cui si vergogna per le partecipazioni televisive a cui la ragazza prende parte seminuda con grande riscontro del pubblico; Pezzella è un uomo a cui piacciono la bella vita e le donne ma è sposato; Santilli è sempre alle prese con uomini che la lasciano e giocano coi suoi sentimenti e Lasalandra è il bersaglio degli scherzi degli altri tre.
Anche fuori dal lavoro, si ritrovano sempre tra di loro facendo scherzi sempre più pesanti al povero Lasalandra.
Durante un controllo di routine al quale l'equipe si sottopone periodicamente, Gastaldi scopre che a Lasalandra mancano ormai pochi mesi di vita. Non sa come dirlo, si confronta con gli altri due amici e, non riuscendo a dirglielo subito, partono alla volta della Puglia, per una vacanza dove pensano di avere una migliore occasione per parlare con l'amico malato, nonostante il temporeggiare a causa di varie titubanze sul momento più opportuno.
Il finale del film vede Lasalandra prendersi beffe dei suoi tre amici quando, a bordo di un'imbarcazione, grida a gran voce di essere sano e che le analisi che lo davano per morente appartengono a un paziente defunto da due anni, riprendendosi una rivincita decisiva e definitiva sulle umiliazioni subite.

## Produzione
Le riprese del film sono iniziate il 27 maggio 2019 e si sono concluse il 19 luglio seguente; si sono svolte principalmente in Puglia, nelle zone di Bari, Monopoli, Polignano a Mare, Castro, Grotta Zinzulusa, Otranto e nella frazione di Marittima a Diso.

## Promozione
Il trailer del film viene diffuso il 10 dicembre 2019.

## Distribuzione
La data di uscita del film era stata fissata inizialmente per il 27 febbraio 2020, poi anticipata di un giorno e infine, a causa della chiusura delle sale cinematografiche per la pandemia di COVID-19, posticipata al 26 novembre 2020. A causa delle nuove misure di contenimento della pandemia entrate in vigore nell'autunno 2020, il film è stato posticipato nuovamente al 20 gennaio 2021, tuttavia le sale italiane sono rimaste chiuse.
Il film è stato quindi distribuito in tre sale cinematografiche a Roma a partire dal 28 aprile 2021 per poi arrivare sulla piattaforma streaming Prime Video dal 13 maggio successivo. Il 22 giugno 2022 esce in formato DVD.

## Riconoscimenti
- 2021[7] - Nastro d'argento

Candidatura a migliore commedia